# السنة الدولية للدخن
اعترفت منظمة الأغذية والزراعة والأمم المتحدة بعام 2023 باعتباره السنة الدولية للدخن أو IYM2023 للتوعية بالفوائد الصحية والتغذوية للدخن.   اقترحت الحكومة الهندية الاحتفال بعام 2023 باعتباره السنة الدولية للدخن. 
ونظرًا لأن الدخن يستخدم كمية أقل من المياه للإنتاج والنمو في وقت أقل، فيمكن أن يكون بديلاً للحبوب المستوردة. يتمتع الدخن أيضًا بقيم غذائية عالية. 

## حول العالم
- تساهم الهند بنسبة 80% من إنتاج الدخن في آسيا و20% في جميع أنحاء العالم. في ميزانية الاتحاد 2023-2024، أعلنت الهند عن تمويل لمعهد أبحاث الدخن. ستوفر الهند الدخن عن طريق نظام التوزيع العام للأشخاص الذين يعيشون تحت خط الفقر. [5]
- زار الدبلوماسيون الهنود نيجيريا كزيارة خاصة بالدخن. [6] تستخدم كل من الهند ونيجيريا الدخن كغذاء أساسي.